# Două creioane
Două creioane este un film românesc din 1965 regizat de Iulian Hermeneanu.